# Shake It Up
Shake It Up er en amerikansk sitcom som sendes på Disney Channel i USA. Serien havde premiere den 7. november 2010. Serien blev skabt af Chris Thompson og de medvirkende Bella Thorne og Zendaya; det følger oplevelserne for Cece Jones (Bella Thorne) og Rocky Blue (Zendaya), som er baggrundsdansere i et lokalt show, Shake It Up Chicago. De andre hovedpersoner er Davis Cleveland, Roshon Fegan, Adam Irigoyen, og Caroline Sunshine.
Showets originale koncept var for Disney at lave en kvindelig venskabskomedie, blot med et danseaspekt. Dansekonceptet er Disneys tredje oprindelige serie, efter The Famous Jett Jackson og Sonny with a Chance (Dansk: Sonny's Chance), der bruger show-i-et-show-formatet. Serien er også den første Disney Channel Original-serie siden So Random! (Dansk: Helt Vildt!) og Sonny with a Chance, der også havde mere end 6 hovedpersoner på en gang.
Den 16. marts 2011 blev det meddelt, at serien var blevet fornyet til en anden sæson, og den 29. september 2011 annoncerede Disney Channel, at Shake It Up's anden sæson ville bestå af 26 episoder. Det andet album med sange fra serien, Shake It Up: Live 2 Dance, blev udgivet den 20. marts 2012 (USA). En episode Shake It Up: Made In Japan blev udsendt den 17. august 2012. Den 4. juni 2012 annoncerede Disney Channel, at man ville producere en tredje sæson af Shake It Up.
D. 25. juli bekræftede Disney Channel at Shake It Upvar blevet aflyst efter tre sæsoner. Serien vil dermed slutte med 78 episoder i sæson tre. 

## Handling
CeCe (Bella Thorne) og Rocky (Zendaya) bor i Chicago i en lejlighed lige over hinanden. De er bedste venner og gør alting sammen. De elsker begge at danse og har altid gjort det. De pludselig chancen for at være med i deres favorit tv-serie, "Shake it up, Chicago". Rocky bliver sendt videre, men pludselig svigter CeCes selvtillid, og hun bliver afvist. Men da Rocky så endelig skal danse, trækker hun CeCe med op; hun kan ikke gøre det uden sin bedste ven.

## Karakterer

### Hovedpersoner
- Bella Thorne som CeCe Jones
- Zendaya som Rocky Blue
- Davis Cleveland som Flynn Jones
- Roshon Fegan som Ty Blue
- Adam Irigoyen som Deuce Martinez
- Kenton Duty som Gunther Hessenheffer
- Caroline Sunshine som Tinka Hessenheffer (sæson 1, tilbagevendende figur Sæson; 2-, hovedperson)

### Tilbagevendende personer
- R. Brandon Johnson som Gary Wilde
- Anita Barone som Georgia Jones
- Carla Renata som Marcie Blue
- Buddy Handleson som Henry
- Ainsley Bailey som Dina Garcia
- Jim Pirri som Onkel Frank

### Danske stemmer
- Josefine Moody som CeCe Jones[7]
- Frederikke Bremerskov Kaysen som Rocky Blue
- Alfred C. Schwarz Jacobsen som Flynn Jones, Byron og LJ Hunter
- Mathias Sauer Petersen som Ty Blue
- Oliver Berg som Deuce Martinez
- Bjarke Seitzberg Sørensen som Gunther Hessenheffer
- Tillie Emilia Bech som Tinka Hessenheffer og Dina Garcia
- Lars Hjøllund som Gary Wilde
- Christiane Bjørg Nielsen som Georgia Jones
- Mia Lerdam som Marcie Blue
- Jakob Garde som Henry Dillon
- Martin Hestbæk som Onkel Frank
- Amanda Wendel Nielsen som Abigail, Crystal, Kat og m.fl.
- Pia Rosenbaum som Fru Locassio og Fru Lee
- Rasmus Krogsgaard som Curtis Blue, Don Rio Garcia og Kashlack Hessenheffer
- Troels II Munk som Hr. Watanabe (sæson 2, episode 28)
- Daniel Kirsch Kromann som Howard
- Trine Lizette Glud (sæson 2, episode 28)
- Signe Vaupel (sæson 2, episode 28)
- Peter Røschke

## Præmis
Shake It Up handler om de bedste venner CeCe Jones (Bella Thorne) og Rocky Blue (Zendaya), som med hjælp fra deres bedste ven ven, Martin 'Deuce' Martinez (Adam Irigoyen), forsøger de at opfylde deres drøm om at blive professionelle dansere, da de bliver dansere på det lokale show, "Shake It Up, Chicago!". Cece og Rocky beskæftiger sig, ved at tilpasse og vedligeholde deres sociale status i skolen, mens CeCe's lillebror, Flynn (Davis Cleveland), samtidig prøver at konkurrere mod de andre deltagere i konkurrencen, især søskendeparret, Gunther og Tinka Hessenheffer (Kenton Duty og Caroline Sunshine). Showet fokuserer også på begivenhederne for Rockys bror Ty (Roshon Fegan), som også er god til at danse. Selena Gomez synger temasangen, "Shake It Up" som også kan høres på "Shake It Up: Break It Down"

## Baggrund
Showet blev bestilt som et forsøg på Disneys første kvindelige venskabskomedie med et danseaspekt. Det havde oprindeligt arbejdstitlen Dance, Dance Chicago, og blev oprindeligt beskrevet som to børn i et American Bandstand-agtigt show. Veteran-tv produceren Chris Thompson, tidligere en forfatter til Laverne & Shirley og skaber af Bosom Buddies og Rob Lotterstein, og som også havde arbejdet på flere tv-serier inklusiv Boy Meets World blev sat til at arbejde på historien. Castingen til showet begyndte i oktober 2009. Bella Thorne og Zendaya fik rollen som det to kvindelige hovedpersoner, mens at Camp Rock-skuespilleren Roshon Fegan fik en mindre rolle. Den 21. maj, 2010, blev det afsløret at titlen blev skiftet til Shake It Up, produktionen af showet begyndte i juli, og showet fik premiere i efteråret 2010. Formanden for Disney Entertainment, Gary Marsh sagde at Bella Thorne/Zendaya duoen var de mest engagerende bedste venner, de havde set på netværket. Om hvad der gør showet anderledes, sagde Marsh "mens venskabskomedier har eksisteret siden starten af tv," er "det er første gang, nogen har indarbejdet dans i den underliggende forudsætning for en sitcom."
Konceptet minder meget om Disney Channels anden serie Hannah Montana, og ifølge Sun-Sentinel har det også samme fremgangsmåde som Shake It Up på grund af begge seriers tilgang til dans. Derudover er det Disneys tredje serie til at have et show-i-et-show efterfulgt af "Silverstone" i The Famous Jett Jackson og "So Random/Mackenzie Falls" i Sonny with a Chance. Chuck Barney fra Contra Costa Times sagde at showets plot "udspiller sig i en typisk Disney Channel stil med ukomplicerede replikker, bred humor og en moralsk opløftning." I et interview sagde, Bella Thorne om showet, "Det handler om at gå gennem de ting, som teenagere går igennem hver dag, skrevet meget realistisk, jeg tror at det fleste har været igennem disse problemer." Rosero McCoy, en koreograf for Camp Rock og Camp Rock 2: The Final Jam blev valgt til at være koreograf for showet, sammen med Claude Racine. Shake It Up er optaget i Los Angeles Center Studios.
Serien efterfulgte Hannah Montana, Jonas L.A., I'm in the Band og Phineas og Ferb som den seneste i Disneys række af musik-orienterede serier. Ifølge Rick Bently fra Fresno Bee, var showet timet sådan at den kunne udnytte succesen fra de nuværende' danseserier Dancing With the Stars og So You Think You Can Dance. Den originale musik til serien er blevet produceret og indspillet af showets skuespillere og forskellige musikere, mens kendingsmelodien "Shake It Up" spilles af Hollywood Records-bandet Selena Gomez & the Scene. Kendingsmelodien blev skrevet af Aris Archontis, Jeanne Lurie og Chen Neeman, som også skrev kendingsmelodierne til de beslægtede Disney serier Sonny with a Chance og Good Luck Charlie.

### Casting
I første omgang søgte Disney to kvindelige hovedrolleindehavere. Bella Thorne har masser af erfaring fra tidligere tv-arbejde, inkl. en gæsteoptræden i Wizards of Waverly Place, hvilket gjorde at fik hun rollen, på trods af at hun ikke har danset professionelt før, hvilket var grunden til at hun nu går til dans 3 gange om ugen for at forbedrede sig. Zendaya har arbejdet tidligere indenfor teatret før castingen, og voksede op der da hendes mor fik et arbejde i California Shakespeare Theater i Oakland, Californien. Hun fik rollen gennem den samme agent som opdagede Miley Cyrus,efter at have været til mere end 200 auditions. Under castingen af de to, udtalte Judy Taylor, Senior-Vicepræsident for Casting hos Disney Channel at Coleman var "fuldstændigt engageret" med en "stor tilstedeværelse" og at Thorne havde "meget energi" og at seerne ønsker at "lære kende hende bedre i det øjeblik de møder hende." Et mål var at de to hovedrolleindehavere skulle have god indbyrdes kemi, og Thorne sagde om hendes forhold til Zendaya, "Da vi først mødtes, var der denne energi," siger hun. "Det var som om vi var skabt for hinanden."
Adam Irigoyen blev castet som Deuce Martinez Irigoyen takkede hans familie for hans succes, da de flyttede til Los Angeles to år før han startede sin karriere. Irigoyen har tidligere arbejdet på Wizards of Waverly Place. Davis Cleveland, hvis arbejde også har inkluderet gæsteoptrædener i Good Luck Charlie, "Zeke and Luther" og Hannah Montana Forever, blev castet som CeCes lillebror, Flynn.
Disney Channel veteranen Roshon Fegan, som var gæstestjerne i begge film i Camp Rock filmserien, blev castet som Rockys ældre bror Ty. Det tilbagevendende roller spilles af Gary Wilde, R. Brandon Johnson som blev castet dagen før pilotafsnittet og begyndte optagelserne den næste dag. Kenton Duty blev castet som Gunther, efter fire auditioner,. Stefanie Scott skulle oprindeligt spille Gunther's tvillingesøster Tinka, men Disney Channel besluttede at hun i stedet for skulle spille rollen som Lexi på A.N.T. Farm. Rollen som Tinka skulle så for spilles af Caroline Sunshine som fik rollen efter at have aflyst planerne om en ferie med familien så hun kunne gå til audition. Bror/søster duoen Gunther og Tinka siges at være inspireret af Ryan og Sharpay Evans i Disney's High School Musical-serie.
Kendte personer som har haft gæsteroller i serien inkluderer Renée Taylor, Chris Trousdale, John D'Aquino, Anneliese van der Pol, Kent Boyd og Cat Deeley fra So You Think You Can Dance og America's Best Dance Crew-deltagerene JabbaWockeeZ (Sæson 1, vinder), Quest Crew (Sæson 3, vinder), Poreotics (Sæson 5, vinder), Jungle Boogie (Sæson 5), Saltare (Sæson 5), Breaks8 (Sæson 1) IaMmE Crew (Sæson 6) og Instant Noodles (Sæson 6)

## Episoder
| Sæson | Sæson | Episoder | Oprindeligt sendt (datoer i USA) | Oprindeligt sendt (datoer i USA) |
| Sæson | Sæson | Episoder | Sæsonpremiere                    | Sæsonfinale                      |
| ----- | ----- | -------- | -------------------------------- | -------------------------------- |
|       | 1     | 21       | 7. november, 2010                | 21. august, 2011                 |
|       | 2     | 28       | 18. september, 2011              | 17. august, 2012                 |
|       | 3     | 26       | 14. oktober 2012                 | TBA                              |

### Held og lykke Charlie!-crossover
Den 5. juni, 2011 fik Held og lykke Charlie!-episoden "Charlie Shakes It Up" premiere. I denne episode skal Teddy, Charlie, og Amy fra Held og lykke Charlie! rejse til Chicago for at besøge deres grandtante Nell men, da de kommer tager de den forkerte bil og bliver forvekslet med Duncansøstrene (to dansere) på Shake It Up Chicago!. Gunther, Tinka og Ty optræder ikke, men det gør Cece, Rocky, Deuce, Flynn og Gary.

## Kontrovers
Den 23. december, 2011, om aftenen blev en genudsendelse af episoden "Party It Up" vist på kanalen, hvor en kvindelig karakter komplimenterer Ceces lillebror Flynn med sætningen "'Jeg kunne spise dig...hvis jeg spiste". Tidligere Disney Channel personlighed Demi Lovato, som forlod Sonny with a Chance i efteråret 2010 for at få rådgivning om sine personlige problemer, kommenterede episoden, og kritiserede netværket via Twitter for at medtage en joke om spiseforstyrrelser som hun selv har kæmpet med, og som var en af grundene til at hun forlod Disney. Disney Channels PR-afdeling svarede Lovato at denne episode og en episode af So Random! som også indeholdt en spiseforstyrrelses-joke ville blive pillet af deres sendeflade og yderligere revideret. Episoderne er samtidig blevet gjort utilgængelige via Netflix's streaming-tjeneste, samtidig med at de er blevet fjernet fra iTunes Store. Senere, i 2012 blev episoden sendt igen, omend joken var blevet fjernet.

## Film
Det blev annonceret i 2011 af Licensing International Expo at en Shake It Up-film var under arbejde. Det er kommet frem at titlen på filmen vil, blive Shake It Up: Made in Japan og at den vil blive 90. minutter lang. Episoden/filmen udkom i August, men kom først til Danmark i November 2012.

## Bøger
Shake It Up blev lavet til en bog serie i juli 2012.
- Center Stage
- Bring It!

## Kritiske modtagelse
Serien har fået blandede-til-negative anmeldelser. Tom Gliatto fra People Weekly gav serien to ud af fire stjerne og skriver, "Shake It Up rusker ikke det mindste op i børne-komedie formen, men den har dog noget mere end det sædvanlige skinnende nuttethed.". For tiden har den en score på 5.5 ud af 10 på TV.com.

### Modtagelse
Ifølge Nielsen Media Research, så tiltrak premieren på Shake It Up omkring 6.2 millioner seere hvilket gør det til den mest sete seriepremiere i Disney Channels 27-årige historie, efterfulgt af Magi på Waverly Place med 5,9 millioner seere., og derefter Det Søde Liv til Søs' premiere som tiltrak 5.7 million seere, efterfulgt af premieren på Hannah Montana den 24. marts, 2006, som tiltrak 5.4 millioner seere. Premieren scorede en rating på 11.0 (2.7 millioner seere) blandt 9–14-årige og en rating på 10.6 blandt de (2.6 million seere) 6–11-årige. Det blev også kanalens højest-rangerede søndagspremiere for en original serie målt efter antallet af seere blandt børn i alderen 6–11 og teenagere i alderen 9–14.

## Soundtrack
- Shake It Up: Break It Down (2011)
- Shake It Up: Live 2 Dance (2012)
- Shake It Up: I <3 Dance (2013)

## Priser og nomineringer
| År   | Pris                              | Kategori                                                                  | Nomineret                                                                                           | Resultat  | Kilde         |
| ---- | --------------------------------- | ------------------------------------------------------------------------- | --------------------------------------------------------------------------------------------------- | --------- | ------------- |
| 2011 | Young Artist Awards               | Best Performance in a TV Series - Leading Young Actress                   | Bella Thorne                                                                                        | Vundet    | [ 33 ]        |
| 2011 | Young Artist Awards               | Outstanding Young Ensemble in a TV Series                                 | Bella Thorne, Zendaya, Davis Cleveland, Adam Irigoyen, Roshon Fegan, Caroline Sunshine, Kenton Duty | Nomineret | [ 33 ]        |
| 2011 | Imagen Awards                     | Best Young Actress – Television                                           | Bella Thorne                                                                                        | Nomineret | [ 34 ]        |
| 2012 | Young Artist Awards               | Best Performance in a TV Series - Leading Young Actress                   | Zendaya                                                                                             | Nomineret | [ 35 ]        |
| 2012 | Young Artist Awards               | Best Performance in a TV Series - Leading Young Actress                   | Bella Thorne                                                                                        | Nomineret | [ 35 ]        |
| 2012 | Young Artist Awards               | Best Performance in a TV Series - Recurring Young Actor                   | Buddy Handleson                                                                                     | Nomineret | [ 35 ]        |
| 2012 | Young Artist Awards               | Best Performance in a TV Series - Guest Starring Young Actress 14-16      | Evie Louise Thompson                                                                                | Nomineret | [ 35 ]        |
| 2012 | Young Artist Awards               | Best Performance in a TV Series - Guest Starring Young Actor 11-13        | Zayne Emory                                                                                         | Nomineret | [ 35 ]        |
| 2012 | Young Artist Awards               | Best Performance in a TV Series - Guest Starring Young Actress 10 & Under | Caitlin Carmichael                                                                                  | Nomineret | [ 35 ]        |
| 2012 | Young Artist Awards               | Outstanding Young Ensemble in a TV Series                                 | Bella Thorne, Zendaya, Davis Cleveland, Adam Irigoyen, Kenton Duty, Caroline Sunshine, Roshon Fegan | Nomineret | [ 35 ]        |
| 2012 | Imagen Awards                     | Best Young Actress – Television                                           | Bella Thorne                                                                                        | Vundet    | [ 36 ]        |
| 2012 | Hollywood Teen TV Awards          | Favorite Television Actress                                               | Bella Thorne                                                                                        | Nomineret | [ 37 ]        |
| 2012 | Hollywood Teen TV Awards          | Favorite Television Show                                                  | Shake It Up                                                                                         | Nomineret | [ 38 ]        |
| 2012 | Casting Society of America Awards | Outstanding Achievement in Casting - Children's Series Programming        | Howard Meltzer, Suzanne Goddard-Smythe                                                              | Nomineret | [ 39 ]        |
| 2012 | NAACP Image Awards                | Outstanding Performance in a Youth/Children's Program (Series or Special) | Zendaya                                                                                             | Nomineret | [ 40 ]        |
| 2012 | ALMA Awards                       | Favorite TV Actress - Comedy                                              | Bella Thorne                                                                                        | Nomineret | [ 41 ] [ 42 ] |
| 2012 | ALMA Awards                       | Favorite TV Actor - Supporting Role in a Comedy                           | Adam Irigoyen                                                                                       | Nomineret | [ 41 ] [ 42 ] |
| 2012 | Kids Choice Awards Mexico         | Programa Internacional Favorito                                           | Shake It Up                                                                                         | Nomineret | [ 43 ] [ 44 ] |

## International udgivelse
Der er for få eller ingen kildehenvisninger i denne artikel, hvilket er et problem. Du kan hjælpe ved at angive troværdige kilder til de påstande, som fremføres i artiklen.

| Land / Region | Netværk(er)                               | Premiere                                                      | Titel                                                                       | Kilde(r) |  |
| --- | ----------------------------------------- | ------------------------------------------------------------- | --------------------------------------------------------------------------- | -------- |  |
| Arabiske Verden | Disney Channel Mellemøsten                | 29. februar, 2011                                             | Shake It Up (Sendes med arabiske undertekster)                              |          |  |
| Arabiske Verden | DStv                                      | 29. februar, 2011                                             | Shake It Up (Sendes på engelsk).                                            |          |  |
| Argentina · Bolivia · Colombia · Ecuador · Guatemala · [[Fil:\|22x20px\|border \|Honduras\|alt=\|link=]] Honduras · Mexico · Nicaragua · Peru · Venezuela | Disney Channel Latinamerika               | 31. december, 2011 (Snigpremiere) 4. februar, 2011 (Premiere) | A Todo Ritmo (Full Rhythm / In any Rhythm)                                  |          |  |
| Chile | Disney Channel Latinamerika               | 31. december, 2011 (Advance) 4. februar, 2011 (Premiere)      | A Todo Ritmo (Full Rhythm)                                                  |          |  |
| Chile | Canal 13 (Chile)                          | 26. december, 2011                                            | A Todo Ritmo (Full Rhythm)                                                  |          |  |
| Australien · New Zealand | Disney Channel (Australien)               | 31. december, 2010 (Advance) 25. februar, 2011 (Premiere)     | Shake It Up                                                                 |          |  |
| Østrig · Tyskland | Disney Channel (Tyskland)                 | 27. maj, 2011 (Advance) 10. juni, 2011 (Premiere)             | Shake It Up – Tanzen ist alles! (Shake It Up – Dancing Is Everything!)      |          |  |
| Østrig · Tyskland | Super RTL                                 | 23. oktober, 2011                                             | Shake It Up – Tanzen ist alles! (Shake It Up – Dancing Is Everything!)      |          |  |
| Belgien | Disney Channel (Nederlandene & Flandern)  | 1. oktober, 2011                                              | Shake it up!                                                                |          |  |
| Brasilien | Disney Channel (Brasilien)                | 31. december, 2010                                            | No Ritmo (On Rhythm / On Pace)                                              |          |  |
| Brunei · Indonesien · Malaysia · Filippinerne · Singapore · Thailand                                                                                      | Disney Channel Asien                      | 12. marts, 2011                                               | Shake It Up                                                                 |          |  |
| Canada | Family Channel                            | 12. november, 2010                                            | Shake It Up                                                                 |          |  |
| Tjekkiet | Disney Channel (Tjekkiet)                 | 29. januar, 2011                                              | Na Parket! (To The Dance Floor)                                             |          |  |
| Danmark | Disney Channel Skandinavien               | 25. marts, 2011                                               | Shake it up!                                                                |          |  |
| Frankrig | Disney Channel (Frankrig)                 | 20. april, 2011                                               | Shake It Up                                                                 |          |  |
| Grækenland | Disney Channel (Grækenland)               | 1. marts, 2011                                                | Κουνήσου στον ρυθμό                                                         |          |  |
| Grækenland | ERT                                       | December 2011                                                 | Κουνήσου στον ρυθμό                                                         |          |  |
| Hongkong | Disney Channel Hongkong                   | 4. april, 2011 (Advance) 9. april, 2011 (Premiere)            | 舞動青春 (Dancing Youth) / Shake It Up (Sendes med kinesiske undertekster). |          |  |
| Ungarn | Disney Channel (Ungarn)                   | 29. januar, 2011                                              | Risza fel!                                                                  |          |  |
| Irland · Storbritannien | Disney Channel (Storbritannien & Ireland) | 12. november, 2010                                            | Shake It Up                                                                 |          |  |
| Israel | Disney Channel (Israel)                   |                                                               | Shake – שייק (Engelsk med hebraiske undertekster).                          |          |  |
| Italien | Disney Channel (Italien)                  | 27. maj, 2011                                                 | A Tutto Ritmo (All About Rhythm)                                            |          |  |
| Japan | Disney Channel Japan                      | 23. april, 2011                                               | シェキラ！ (Shekira!)                                                       |          |  |
| Nederlandene · / Flandern | Disney Channel (Nederlandene & Flandern)  | 8. marts, 2011                                                | Shake It Up (Sendes med nederlandske undertekster).                         |          |  |
| Polen | Disney Channel (Polen)                    | 29. januar, 2011                                              | Taniec Rządzi (Dance Rules)                                                 |          |  |
| Portugal | Disney Channel (Portugal)                 | 8. april, 2011                                                | Shake It Up                                                                 |          |  |
| Rumænien | Disney Channel (Rumænien)                 | 29. januar, 2011                                              | Totul Pentru Dans (All For Dance)                                           |          |  |
| Rusland | Disney Channel (Rusland)                  | 21. januar, 2012                                              | Танцевальная лихорадка (Dance fever)                                        |          |  |
| Serbien | Disney Channel (Serbien)                  | 29. januar, 2011                                              | Shake it up!                                                                |          |  |
| Spanien | Disney Channel (Spanien)                  | 8. april, 2011                                                | Shake It Up                                                                 |          |  |
| Sydafrika | Disney Channel (Sydafrika)                | 29. januar, 2011                                              | Shake It Up                                                                 |          |  |
| Sydkorea | Disney Channel Korea                      | 2. juli, 2011                                                 | 우리는 댄스소녀 (We Girls Dance) (Urineun Daenseusonyeo)                    |          |  |
| Taiwan | Disney Channel Taiwan                     |                                                               | 舞動青春 (Dancing Youth) (Wǔdòng Qīngchūn) (Sendes med kinesisk dubbing).   |          |  |
| Tyrkiet | Disney Channel (Tyrkiet)                  | 29. januar, 2011                                              | Haydi Çalkala                                                               |          |  |
| USA | Disney Channel                            | 7. november, 2010                                             | Shake It Up                                                                 | N/A      |  |
| Kasakhstan | Disney Channel (Kasakhstan)               | 5. oktober, 2012                                              | Би безгек                                                                   |          |  |